# Tianchiasaurus nedegoapeferima
Il tianchiasauro (Tianchiasaurus nedegoapeferima) era un dinosauro erbivoro appartenente agli anchilosauri, o dinosauri corazzati. Visse nel Giurassico medio (Bathoniano, circa 170 milioni di anni fa) e i suoi resti sono stati ritrovati in Cina (regione dello Xinjiang). È uno dei più antichi dinosauri corazzati noti, e il nome specifico onora l'intero cast del film Jurassic Park.

## Classificazione e significato del nome
Questo animale è noto attraverso resti fossili frammentari, che non permettono un'adeguata ricostruzione ma che identificano Tianchiasaurus come uno dei più antichi anchilosauri noti. Tianchiasaurus è stato ascritto alla famiglia degli anchilosauridi, ma al contrario degli altri membri di questa famiglia sembra che fosse sprovvisto di mazza caudale. 
I fossili furono scoperti negli anni '80 e per alcuni anni rimasero privi di descrizione formale, conosciuti sotto il nome di "Tenchisaurus". In seguito, dopo l'uscita del film Jurassic Park, il nome divenne "Jurassosaurus" e solo nel 1993 Dong Zhiming lo descrisse formalmente come Tianchiasaurus ("lucertola della pozza celeste"). Il nome deriva dal lago Tian Chi, nei pressi del quale sono stati ritrovati i resti fossili (dalle parole cinesi tian, "cielo" e chi, "lago"). L'epiteto specifico, nedegoapeferima, intende onorare i protagonisti del film Jurassic Park, ed è formato dalle lettere iniziali dei cognomi delle star (Sam Neill, Laura Dern, Jeff Goldblum, Richard Attenborough, Bob Peck, Martin Ferrero, Ariana Richards, Joseph Mazzello). Il regista Steven Spielberg, che donò fondi alla ricerca per i dinosauri cinesi, ottenne di suggerire il nome generico dell'animale. In seguito Dong provò a correggere il nome in Tianchisaurus, ma le regole dell'ICZN non lo permisero. 